# Relations entre l'Azerbaïdjan et le Canada

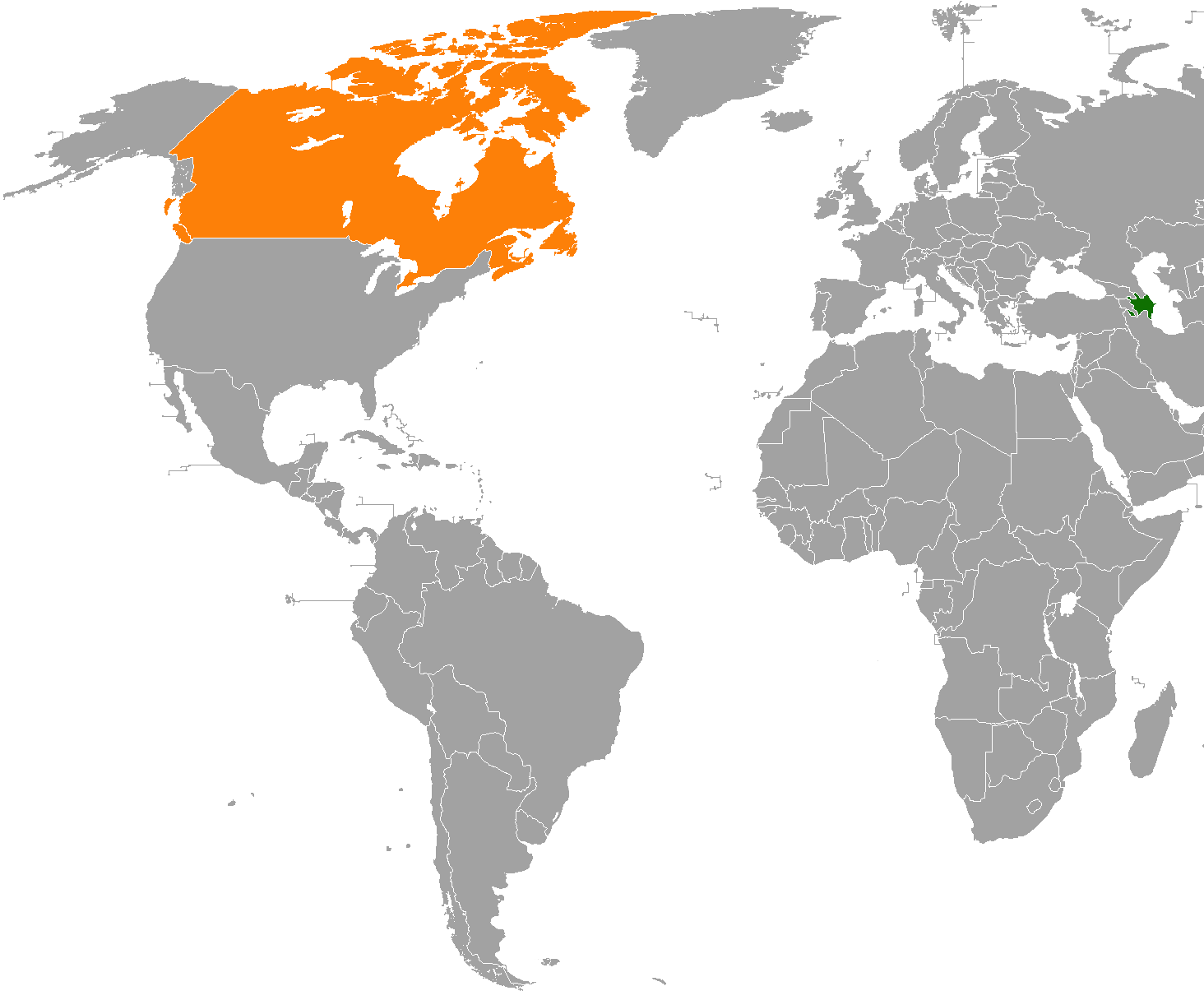
Carte indiquant l'Azerbaïdjan et le Canada

Le Canada et l'Azerbaïdjan entretiennent des relations entre États depuis 1992.

## Contexte
Le 18 octobre 1991, le parlement azerbaïdjanais a adopté une loi constitutionnelle reconnaissant l'indépendance de l'Azerbaïdjan. Par la suite, l’Union soviétique s’est effondrée le 25 décembre 1991 et le même jour, le Canada a reconnu l’indépendance de l’Azerbaïdjan ainsi que 11 autres États post-soviétiques. Les relations diplomatiques entre les deux pays ont été établies le 10 août 1992. L’ambassadeur du Canada en Turquie est également accrédité en Azerbaïdjan, qui a ouvert son ambassade à Ottawa en 2004,.

### Groupe d'amitié
Le Groupe d'amitié interparlementaire Canada-Azerbaïdjan a été créé au Canada en novembre 2006 sous la présidence de Barry Devolin, membre du Parti conservateur canadien.
Le Groupe de travail Azerbaïdjan-Canada sur les relations interparlementaires siège à l'Assemblée nationale d'Azerbaïdjan. Ce groupe de travail a été créé le 5 décembre 2000 sous la direction de Samur Novruzov. Fuad Muradov est à la tête du groupe depuis le 4 mars 2016.

## Relations économiques
Les entreprises canadiennes sont actives dans l’industrie pétrolière et gazière de l’Azerbaïdjan et le Canada cherche à accroître sa participation dans le secteur du transport du pétrole et de l’énergie. Les échanges bilatéraux s'élevaient à 12,6 millions de dollars canadiens en 2004 et concernaient principalement les exportations canadiennes.
Le 7 septembre 2004, les gouvernements du Canada et de l'Azerbaïdjan ont signé une convention bilatérale sur la double imposition et la prévention de l'évasion fiscale en matière d'impôts sur le revenu et sur la fortune.
En 2008, les importations totales du Canada en provenance d'Azerbaïdjan ont atteint 1,168 295 milliards de dollars. La même année, les exportations canadiennes en Azerbaïdjan ont atteint 19,713 millions de dollars. En 2010, les importations canadiennes en Azerbaïdjan se sont chiffrées à 542 millions de dollars, soit une baisse importante par rapport à 1,2 milliard de dollars en 2009. Les exportations de marchandises en Azerbaïdjan ont également diminué, passant de 31,0 millions de dollars l'année précédente à 20 millions de dollars en 2010.
L’ACDI finance l’assistance technique canadienne en Azerbaïdjan par le biais de projets régionaux. L’ambassade du Canada à Ankara, en Turquie, gère un fonds canadien pour les projets de développement local.
Selon le Comité national des douanes de la République d'Azerbaïdjan, le chiffre d'affaires en produits de base entre l'Azerbaïdjan et le Canada s'est élevé à 2,47 millions de dollars US entre janvier et mars 2013.

## Visites de haut niveau
Le vice-ministre des Affaires étrangères de l'Azerbaïdjan, Araz Azimov, s'est rendu au Canada les 27 et 28 mars 2006.
Le directeur du Bureau européen des affaires étrangères et du commerce international du Canada, Robert Heyg, s'est rendu en Azerbaïdjan le 16 avril 2010.
En septembre 2010, l'ancien ministre des Affaires étrangères du Canada, Lawrence Cannon, et le ministre des Affaires étrangères de l'Azerbaïdjan, Elmar Mammadyarov, se sont rencontrés pour discuter des relations bilatérales entre les deux pays à l'occasion du 65ᵉ anniversaire de l'Assemblée générale des Nations unies.
La réunion constitutive du groupe d'amitié interparlementaire canado-azerbaïdjanais s'est tenue le 9 mars 2016 au Parlement canadien. Au cours de la réunion, la composition et les responsabilités du groupe d’amitié ont été identifiées, notamment le président, les vice-présidents, les secrétaires et les directeurs. Membre du Parti conservateur du Parlement canadien, M. Jamie Schmale a été élu président du groupe d'amitié. Au cours de la réunion, les situations actuelles et les perspectives de développement des relations entre l'Azerbaïdjan et le Canada dans les domaines politique, économique et autres ont été discutées.

### Contrats
En septembre 2004, la Convention pour l’élimination de la double imposition et pour la prévention de la diffusion de l’impôt a été signée entre l’Azerbaïdjan et le Canada.

## Éducation
En ce qui concerne le "Programme national d'éducation des jeunes azerbaïdjanais à l'étranger" adopté par l'Azerbaïdjan, environ 170 jeunes Azerbaïdjanais ont été formés dans diverses universités du Canada entre 2007 et 2015.
L'ancien ministre de l'Éducation, Mikayil Jabbarov, a rencontré une délégation conduite par le ministre de la Recherche, de l'Innovation et des Sciences de l'Ontario, Reza Moridi, en 2017. Perspectives de développement de l'éducation Azerbaïdjan-Canada et perspectives de coopération en matière de recherche et de sciences entre universités de l’Azerbaïdjan et des universités de l’Ontario ont été discutés lors de la réunion.

## Relations culturelles
Les relations culturelles entre le Canada et l'Azerbaïdjan se renforcent chaque jour. Au cours des dernières années, de nombreux événements tels que des concerts et des représentations théâtrales ont eu lieu dans les deux pays.
Divers événements dédiés à la créativité de personnalités de la culture et de l'art de l'Azerbaïdjan, tels que Muslim Magomayev, Tchingiz Sadigov, Alim Gassimov et d'autres se sont tenus au Canada à différentes époques.
Spectacle appelé "Gulnarənin donu" (fr. La robe de Gulnara) qui parle de la vie obligatoire - Ce qui concerne principalement la vie des réfugiés azerbaïdjanais a été présenté dans diverses villes du Canada. (Auteur de spectacle appartenant à Isabelle Huber) 
Le "Festival du film d'Azerbaïdjan" s'est tenu à Montréal (Canada) du 12 au 14 septembre 2014.
Les 24 et 25 octobre 2015, un concert intitulé «Oyan» de l'artiste national d'Azerbaïdjan Firangiz Alizadeh s'est tenu à Toronto, au Canada.
"Une soirée de commémoration du génocide de Khojaly" organisée par la Société culturelle azerbaïdjanaise de l'Alberta (ALACS) et l'Association des étudiants azerbaïdjanais de l'Université de Calgary (AzSA) s'est tenue à l'Université de Calgary le 26 février 2016.